# Olympiahalle
Olympiahalle je víceúčelová aréna v Am Riesenfeldu, části bavorské metropole Mnichova. Postavena byla pro disciplíny sportovní gymnastiky a házenkářský turnaj na Letních olympijských hrách 1972, kde se stala součástí sportovišť Olympijského parku.

## Charakteristika
Architektonickou soutěž na výstavbu olympijského sportoviště, vyhlášenou v únoru 1967, vyhrál ateliér Behnisch & Partner. Architekti propojili Olympijský stadion, Olympiahalle a plavecký stadion sofistikovanou konstrukcí stanové střechy. K projektu byl přizván průkopník ekologického stavitelství, architekt Frei Otto, jehož konstrukce německého pavilonu na Expu 1967 v Montréalu se stala předlohou mnichovského sportoviště. Po rekonstrukci z let 2007–2009 se zvýšila kapacita olympijské haly na 15,5 tisíce diváků. Aréna získala nové zázemí včetně VIP zóny a restaurací.
Během podzimu 2011 byla na dolním podlaží otevřena malá hala „Kleine Olympiahalle“ s plochou 2 tisíce m2 a kapacitou 3,6 tisíce míst. Do února 2020 skončila v Olympiahalle modernizace vzduchotechniky, zastaralých technologií a osvětlení. Ve spolupráci s památkáři také došlo k návratu historického vzhledu interiéru z roku 1972. Většina stavebních prací probíhala za provozu.

## Události
V aréně se pravidelně konají sportovní a kulturní akce. V letech 1972–2009 hostila šestidenní dráhový závod Šest dní v Mnichově, dále pak Světové šampionáty v krasobruslení 1974 a 1991, Mistrovství světa v ledním hokeji 1975, 1983 a 1993, či finále Davis Cupu 1985, tenisový Grand Slam Cup a Turnaj mistryň 2001.
Zahajovací koncert 21. ledna 1973 odehrála skupina Deep Purple se saxofonistou Dickem Heckstallem-Smithem. Do roku 2022 zaznamenal nejvyšší počet 50 vystoupení britský kytarista John Miles, který se na jeviště vracel v rámci série koncertů Night of the Proms. Následoval jej německý hudebník Peter Maffay s 33 koncerty a Tina Turner s 26 představeními. Švýcarsko-americká zpěvačka v olympijské hale debutovala během dubna 1985. Koncertovali v ní také David Bowie, Mike Oldfield, Queen, Led Zeppelin, Kiss, Metallica, Dire Straits,	Bob Dylan, Kylie Minogue, Beyoncé, Elton John a další. V listopadu 2007 se stala místem udílení Evropských hudebních cen MTV.

## Galerie

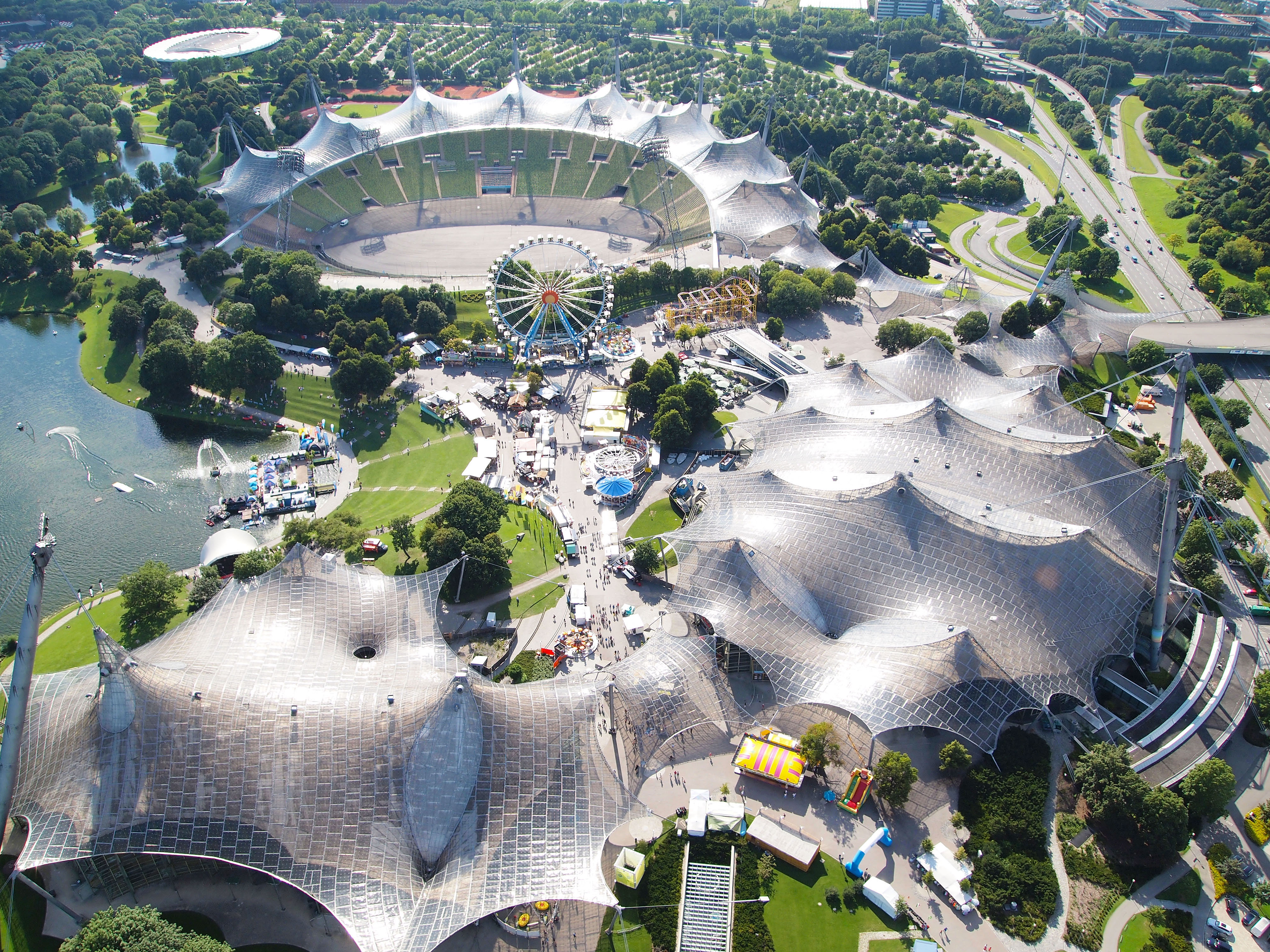
Olympijský park: Olympiahalle (vpravo), Olympiastadion (nahoře vzadu) a Olympia-Schwimmhalle (vlevo dole)
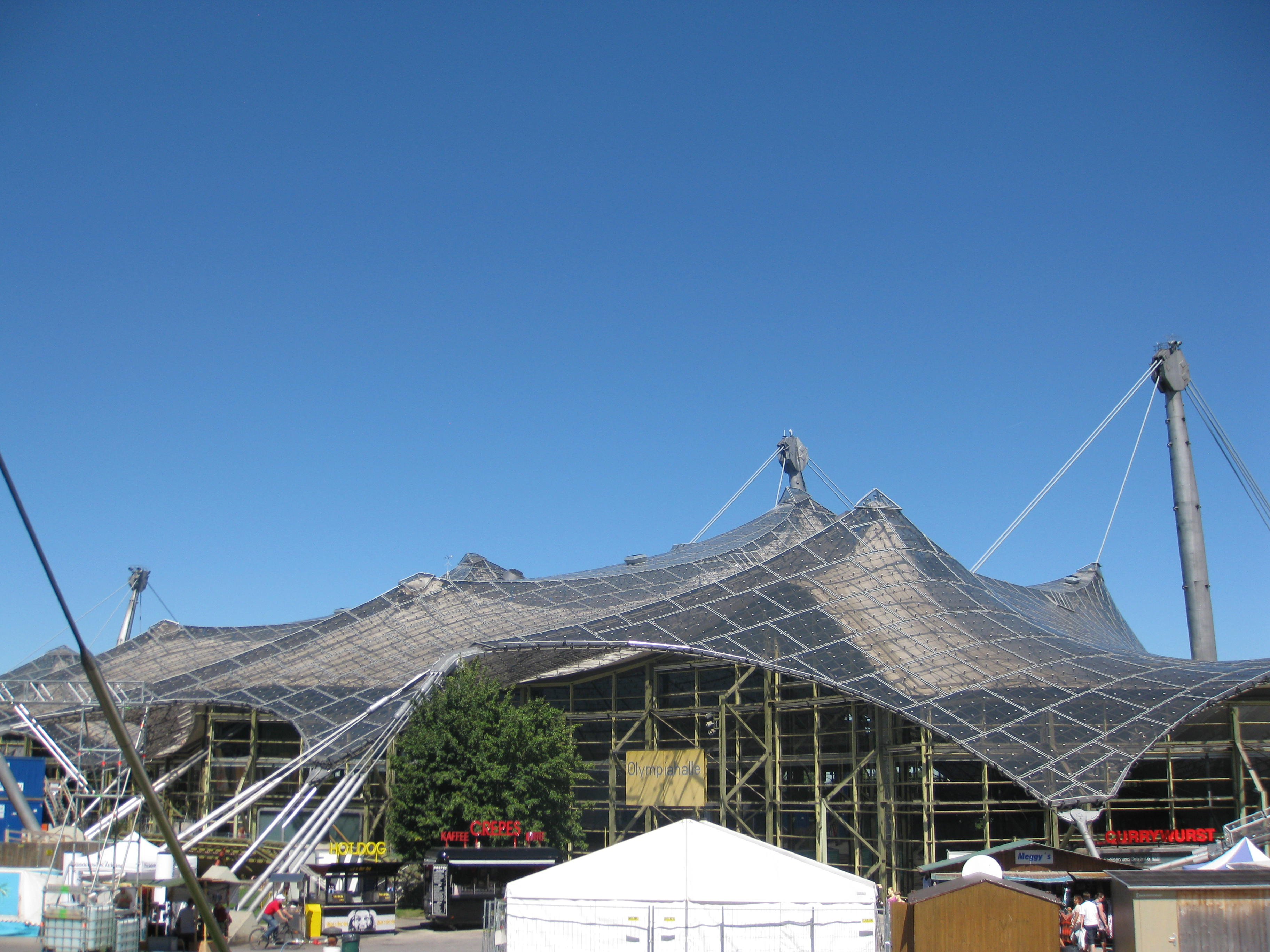
Exteriér Olympiahalle
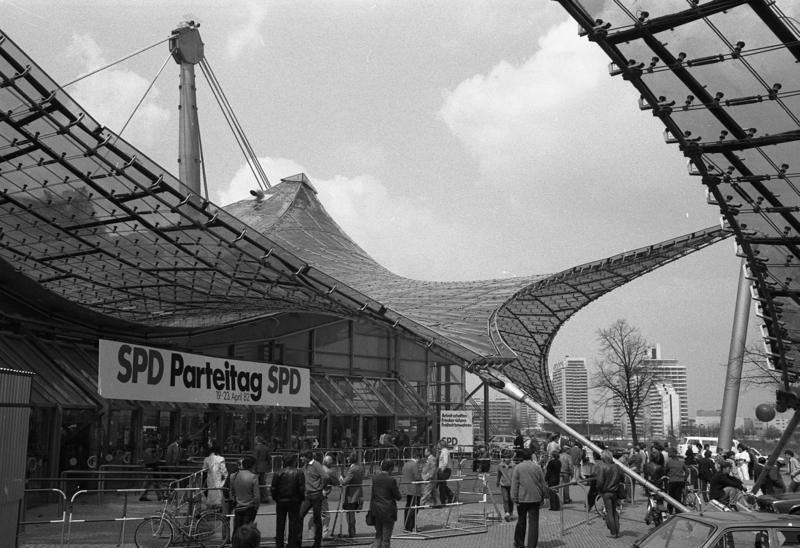
Celostátní sjezd SPD (1982)